# Olla ulmariae
Olla ulmariae är en svampart som beskrevs av Josef Velenovský 1934. Olla ulmariae ingår i släktet Olla och familjen Hyaloscyphaceae.   Inga underarter finns listade i Catalogue of Life.